# پرشوویتسه
پرشوویتسه (به چکی: Přešovice) یک ناحیه در جمهوری چک است که در منطقه تربیچ واقع شده‌است. پرشوویتسه ۶٫۷۶ کیلومتر مربع مساحت و ۱۵۷ نفر جمعیت دارد و ۴۱۷ متر بالاتر از سطح دریا واقع شده‌است.